# ルーペルト・カローラ (小惑星)
ルーペルト・カローラ (353 Ruperto-Carola) は、小惑星帯にある離心率の大きな軌道を持つ小さな小惑星である。
1893年1月16日にマックス・ヴォルフがハイデルベルクで発見し、プファルツ選帝侯ループレヒト1世（ループレヒト・カールス：Ruprecht Karls）もしくは彼が設立したルプレヒト・カール大学ハイデルベルクにちなんで命名された。